# Stenus latifrons
Stenus latifrons är en skalbaggsart som beskrevs av Wilhelm Ferdinand Erichson 1839. Stenus latifrons ingår i släktet Stenus, och familjen kortvingar. Arten är reproducerande i Sverige.